# Nasigona
Nasigona es un género de insecto coleóptero de la familia Chrysomelidae.

## Especies
- Nasigona chlorotica Bechyne, 1997
- Nasigona vestitula Bechyne, 1997